# Чужие водоросли всегда зеленее
«Чужие водоросли всегда зеленее» (англ. The Algae’s Always Greener) — 41-я серия американского мультсериала «Губка Боб Квадратные Штаны». Данный эпизод был создан в 2001 году и показан 22 марта 2002 года на телеканале «Nickelodeon» в США, а в России — 2 октября 2004 года.

## Сюжет
После того, как ему снова не удалось украсть секретную формулу крабсбургера, Планктон возвращается в свою забегаловку и делится своими невзгодами с Карен. Полагая, что мистеру Крабсу гораздо лучше, он жаждет поменяться с ним жизнями. Тогда Карен предлагает ему совершить это при помощи прибора, который он недавно изобрёл. Планктон последовал её совету и, когда превращение закончилось, Планктон очнулся в кабинете Юджина за его столом. Увидев табличку «мистер Планктон» и надетый на нём костюм Крабса, Планктон окончательно понимает, что всё прошло успешно. Он сразу же подбежал к Губке Бобу, который подавал крабсбургеры клиенту и попросил, чтобы он отдал их ему, но получил отказ. Благо Боб сказал, что он всегда носит с собой два бургера на случай проверки, которые Шелдон забрал к себе в свой кабинет, где начал обнимать и целовать крабсбургеры и наслаждаться своим богатством и дурной славой.
Губка Боб внезапно появляется в кабинете Планктона и просит его оценить свою работу за неделю. Планктон говорит ему, что он и так хорош, но Губка Боб настаивает и требует пожеланий или замечаний. Планктон пренебрежительно говорит, что Боб добавляет слишком много соуса, но эта критика заставляет Губку Боба впадать в отчаяние. После этого Планктон прибегает к повышению Губки Боба до второго кассира, к большому презрению Сквидварда. Сквидвард входит в офис Планктона и начинает грубить ему за то, что ему придётся стоять за одной кассой с Бобом, и Шелдон решает повысить его до повара.
После разборок с работниками Планктон планирует вернуться к своим крабсбургерам и просит, чтобы никто его не беспокоил; но в ресторан забегает его новая дочь, Перл, и просит деньги на карманные расходы. Он даёт ей доллар, и Перл считает, что «он её ненавидит», начиная плакать. В это же время Нэт подходит жаловаться на ужасную попытку Сквидварда приготовить еду, а Губка Боб расстраивается из-за слегка ошибочного заказа. Планктон просит, чтобы все жалобы прекратились, и тут же срабатывает сирена — предупреждение о неминуемой угрозе формуле крабсбургера. Угрозой оказывается никто иной как… мистер Крабс, теперь известный как просто «Крабс», цель которого — воровать крабсбургеры и разрушать «Красти Краб» (так же, как и старый Планктон, он совершенно голый). Губка Боб борется с Крабсом с помощью пушки для стрельбы одеждой, в ходе чего у него получается надеть на него бюстгальтер. Крабс отдаёт свой украденный бургер озадаченному Планктону, а все посетители ресторана издают «победный клич». Крабс клянётся Планктону, что однажды ему удастся украсть крабсбургер, даже если ему придётся возвращаться день за днём, чтобы сделать это. Планктон тут же понимает, насколько невыносима для него жизнь Крабса и её проблемы, после чего нажимает на кнопку, чтобы отправить себя домой.
Планктон переносится к себе в «Помойное ведро» прямо перед его голографическим мясом, к которому у него появляется новый аппетит, и он жадно набрасывается на еду.

## Роли
| Персонаж                   | Оригинальное озвучивание | Русский дубляж      |
| -------------------------- | ------------------------ | ------------------- |
| Губка Боб Квадратные Штаны | Том Кенни                | Сергей Балабанов    |
| Сквидвард Тентаклс         | Роджер Бампасс           | Иван Агапов         |
| Юджин Крабс                | Клэнси Браун             | Александр Хотченков |
| Шелдон Планктон            | Мистер Лоуренс           | Юрий Меншагин       |
| Перл Крабс                 | Лори Алан                | Нина Тобилевич      |
| Карен Планктон             | Джилл Тэлли              | Нина Тобилевич      |
| Старик Уолкер              | Том Кенни                | Алексей Власов      |
| Нэт                        | Ди Брэдли Бейкер         | Алексей Власов      |

## Производство
Серия «Чужие водоросли всегда зеленее» была написана К. Х. Гринблаттом, Аароном Спрингером и Мерриуизер Уильямс; Фрэнк Вэйсс взял роль анимационного режиссёра, К. Х. Гринблатт был главным раскадровщиком. Впервые данная серия была показана 22 марта 2002 года в США на телеканале «Nickelodeon».
Серия «Чужие водоросли всегда зеленее» была выпущена на DVD-диске «SpongeBob SquarePants: Sea Stories» 5 ноября 2002 года. Она также вошла в состав DVD «SpongeBob SquarePants: The Complete 3rd Season», выпущенного 27 сентября 2005 года, и «SpongeBob SquarePants: The First 100 Episodes», выпущенного 22 сентября 2009 года и состоящего из всех эпизодов с первого по пятый сезоны мультсериала. Позже серия вошла в DVD «SpongeBob SquarePants: 10 Happiest Moments», который вышел на прилавки магазинов 14 сентября 2010 года.

## Отзывы критиков
Серия «Чужие водоросли всегда зеленее» получила в целом положительные отзывы от поклонников мультсериала и критиков. На сайте «IMDb» серия имеет оценку 8,8/10. В своём обзоре для «DVD Talk» Пол Мэвис похвалил данную серию, назвав её «весёлым сочетанием двух частых сюжетных линий „Губка Боб на работе“ и „Планктон, пытающийся украсть крабсбургер“». Также Мэвис оценил хорошо интегрированные приколы, а также сцену в самом начале со стариком Уолкером: «Старик Уолкер, вероятно, получил всеобщий смех в начале серии, когда он близоруко натыкается на столб, восклицая после этого: „Ну и красотка!“».
Пол Тиббит, ныне бывший сценарист и исполнительный продюсер мультсериала, считает данную серию своей самой любимой в «Губке Бобе».